# Jaroslav Bureš (poslanec)
Jaroslav Bureš (7. června 1864 Praha – 6. listopadu 1920 Hranice) byl rakouský a český pedagog a politik agrární strany, na počátku 20. století poslanec Moravského zemského sněmu.

## Biografie
Pocházel z Prahy, kde vystudoval na Malostranském gymnáziu. Absolvoval pak s vyznamenáním vyšší hospodářský ústav v Táboře. Od roku 1884 do roku 1891 byl samostatným příručím na velkostatku Březovice u Chrudimi. V letech 1891–1896 působil jako správce velkostatku Uhersko v Čechách. V roce 1896 se stal odborným učitelem na zimní hospodářské škole v Místku a roku 1898 převzal řízení zimní hospodářské školy v Hranicích, kde pak působil dlouhodobě.
Angažoval se v obecní samosprávě, byl dlouholetým členem hranické městské rady. Patřil mezi spolupracovníky politika JUDr. Františka Šromoty. Město Hranice mu roku 1913 udělilo čestné občanství.
Byl členem agrární strany. Zasedal na Moravském zemském sněmu, kam byl zvolen v zemských volbách roku 1906 sem byl zvolen za kurii venkovských obcí, český obvod Hranice, Lipník.
Zemřel v listopadu 1920. Pohřben byl na Městské hřbitově v Hranicích.